# Jimmy Castor
Jimmy Castor (New York, 23 de junho de 1940 - Henderson, 16 de janeiro de 2012) foi um músico estadunidense. O saxofonista é considerado uma lenda para funk americano.
Jimmy foi o líder do grupo funk The Jimmy Castor Bunch.

## Discografia

### Álbuns
- Hey Leroy (1968);
- It's Just Begun (1972);
- Phase 2 (1972);
- Dimension 3 (1973);
- The Jimmy Castor Bunch featuring The Everything Man (1974);
- Butt Of Course... (1975);
- Supersound (1975);
- E-Man Groovin' (1976);
- Maximum Stimulation (1977);
- Let It Out (1978);
- The Jimmy Castor Bunch (1979);
- C (1980);
- The Return of Leroy (1983);
- The Everything Man-The Best of The Jimmy Castor Bunch (1995).

### Singles
- "Hey, Leroy, Your Mama's Callin' You" (1966);
- "It's Just Begun" (1972);
- "Troglodyte (Cave Man)" (1972);
- "The Bertha Butt Boogie (part 1)" (1975);
- "King Kong (part 1)" (1975);
- "Love Makes a Woman" (1988).